# Henri-Georges Adam
Henri-Georges Adam, född den 14 januari 1904, död den 27 augusti 1967, fransk gravör och skulptör.
Henri-Georges Adam utbildade sig i faderns smyckesverkstad. Efteråt studerade han teckning på kvällskurser i en konstskola i den parisiska stadsdelen Montparnasse. I början av 1928 började han teckna satiriska sketcher och politiska karikatyrer. Han blev mycket insatt i gravering och etsning och 1934 hade han sin första utställning. På 1940-talet började han skulptera och var en grundarna av konstgruppen Salon de Mai.
Henri-Georges Adam dog av en hjärtattack och är begravd i Mont-Saint-Michels kyrkogård.